# NGC 7791
NGC 7791 é uma estrela dupla na direção da constelação de Pegasus. O objeto foi descoberto pelo astrônomo John Herschel em 1830, usando um telescópio refletor com abertura de 18,6 polegadas. 